# فرانك أورورك (كاتب)
فرانك أورورك (بالإنجليزية: Frank O'Rourke)‏ (16 أكتوبر 1916 - 27 أبريل 1989)؛ كاتب وروائي أمريكي.